# قطعنامه ۱۴۲۹ شورای امنیت
قطعنامه ۱۴۲۹ شورای امنیت سازمان ملل متحد که در تاریخ ۳۰ ژوئیه ۲۰۰۲ تصویب شد، سندی بین‌المللی دربارهٔ بررسی وضعیت صحرای غربی است. این قطعنامه طی نشست ۴۵۹۴ام با ۱۵ رای موافق، ۰ مخالف و ۰ ممتنع تصویب شد.